# Libanonceder
De libanonceder of Libanese ceder (Cedrus libani) is een ceder uit de dennenfamilie (Pinaceae). De boom is inheems in gebergtes in het oostelijke Middellandse Zeegebied. In andere delen van de wereld wordt hij als sierboom aangeplant in parken, tuinen en begraafplaatsen. In zijn natuurlijke habitat kan de libanonceder een hoogte van veertig meter bereiken.
De libanonceder wordt onder andere genoemd in het Gilgamesj-epos en in de Hebreeuwse Bijbel. Het hout was eeuwenlang populair om zijn kwaliteit en aangename geur, wat heeft geresulteerd in grootschalige ontbossingen van de oorspronkelijke cederwouden. Tegenwoordig is de libanonceder het nationale symbool van Libanon en zijn de resterende versnipperde wouden beschermd.

## Kenmerken
De libanonceder is een groenblijvende naaldboom met sterke wortels die tot diep in de aarde dringen. Een jonge boom heeft een zuilvormige stam met een doorsnede van maximaal 2,5 meter en een brede, kegelvormige kroon.
De libanonceder groeit relatief snel tot hij 45 à 50 jaar oud is. Na 70 jaar groeit de boom nog maar zeer langzaam. Hij kan een hoogte van zo'n veertig meter bereiken. Bij een volgroeide libanonceder is de stam gewoonlijk vertakt in meerdere stevige, knoestige stammen, waarvan de toppen recht omhoog staan of opzij zijn gebogen. De gezamenlijke omtrek van de stammen kan tot wel twaalf meter bedragen. De loodrecht afstaande takken groeien dicht opeen in aparte horizontale lagen en de kroon is meestal schermvormig. Hieraan dankt de libanonceder zijn karakteristieke etagevormige silhouet. Het bladerdak heeft een omtrek van zestig tot negentig meter. Libanonceders die in dichte wouden groeien behouden meestal het kegelvormige silhouet.
De ruwe, geschubde schors heeft een donkergrijze tot bruinzwarte kleur. Bij volgroeide exemplaren is de schors doorlopen met diepe, horizontale kloven, waardoor de bast in kleine schilfers loslaat. Het hout is geurig, heeft een warme geelrode tint en bevat vrijwel geen kwasten. Het heeft een dichtheid van 560 kg/m³, is zeer duurzaam en resistent tegen insecten.

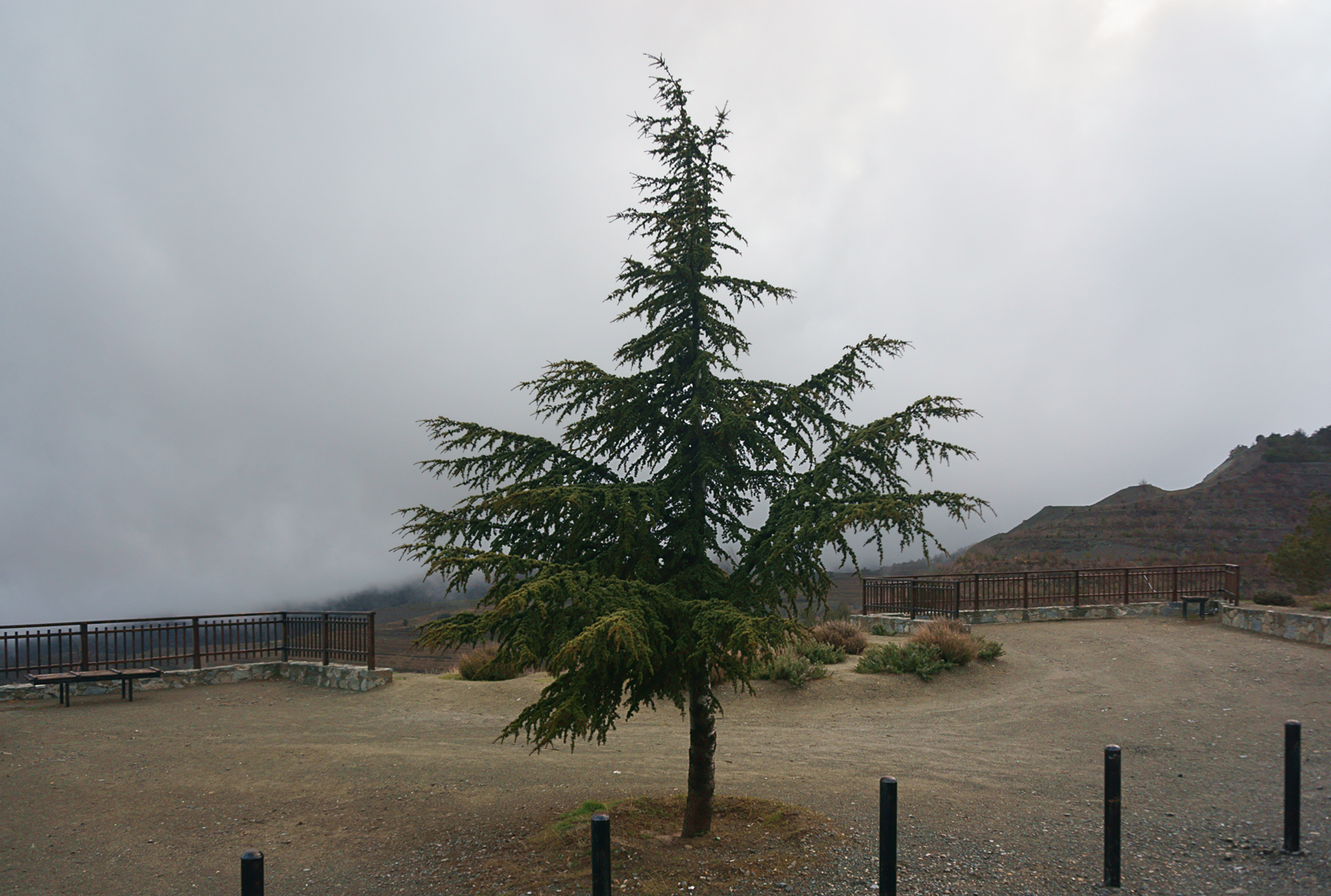
Een jonge libanonceder heeft nog een kegelvormige kroon
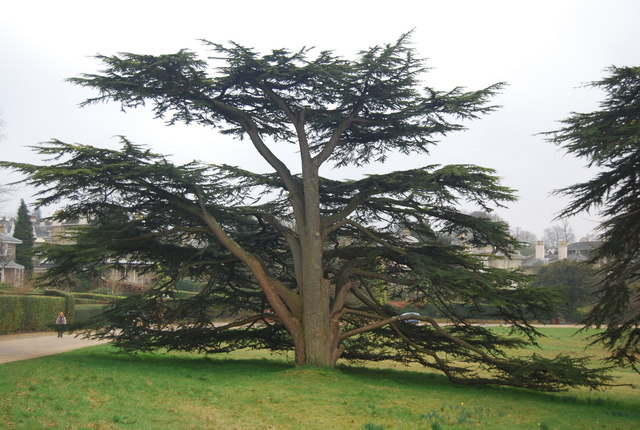
Karakteristiek voor een volgroeide libanonceder is de vertakte stam en het etagevormige bladerdak
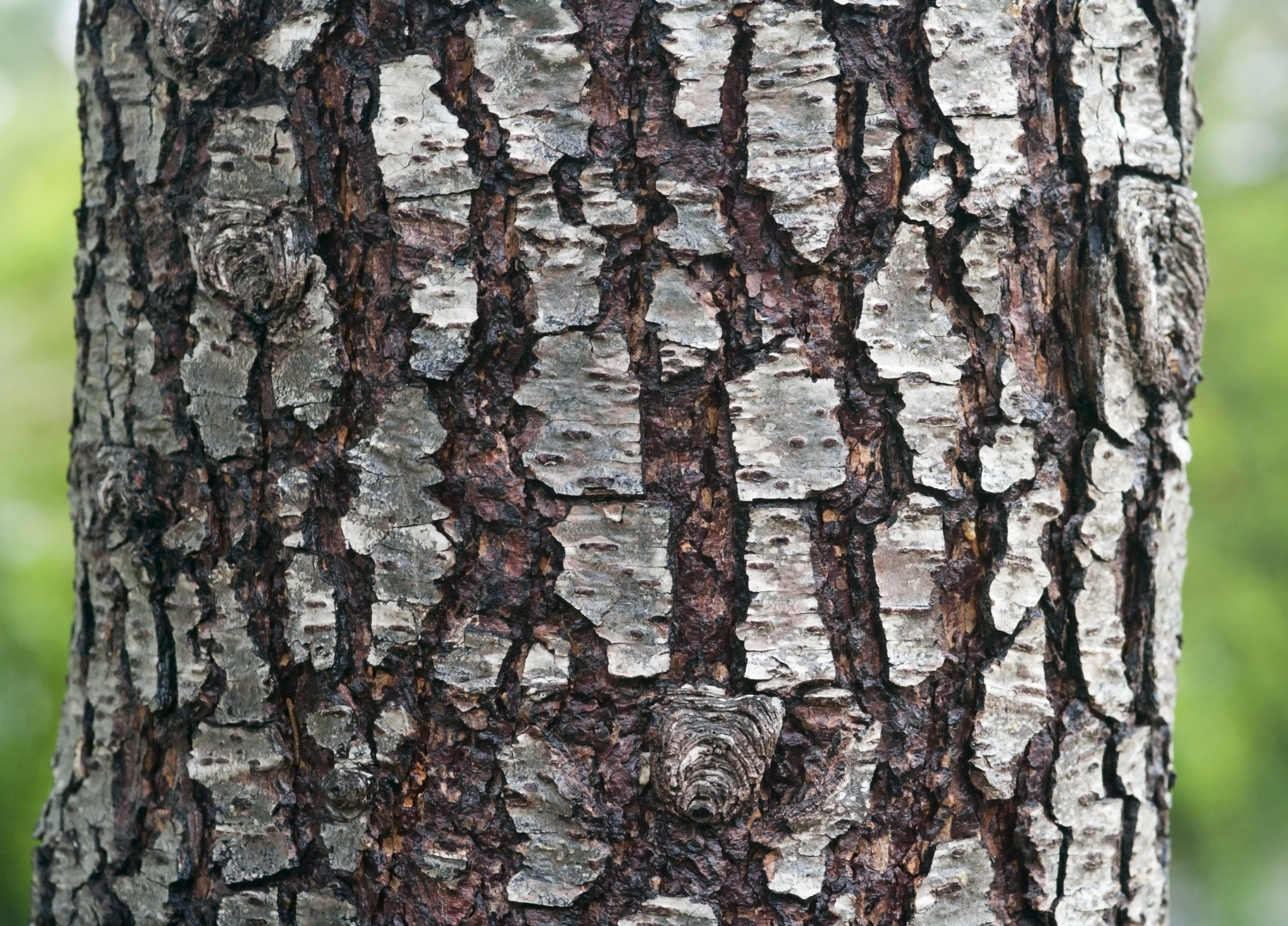
De ruwe schors van een volgroeide libanonceder is vaak geschilferd
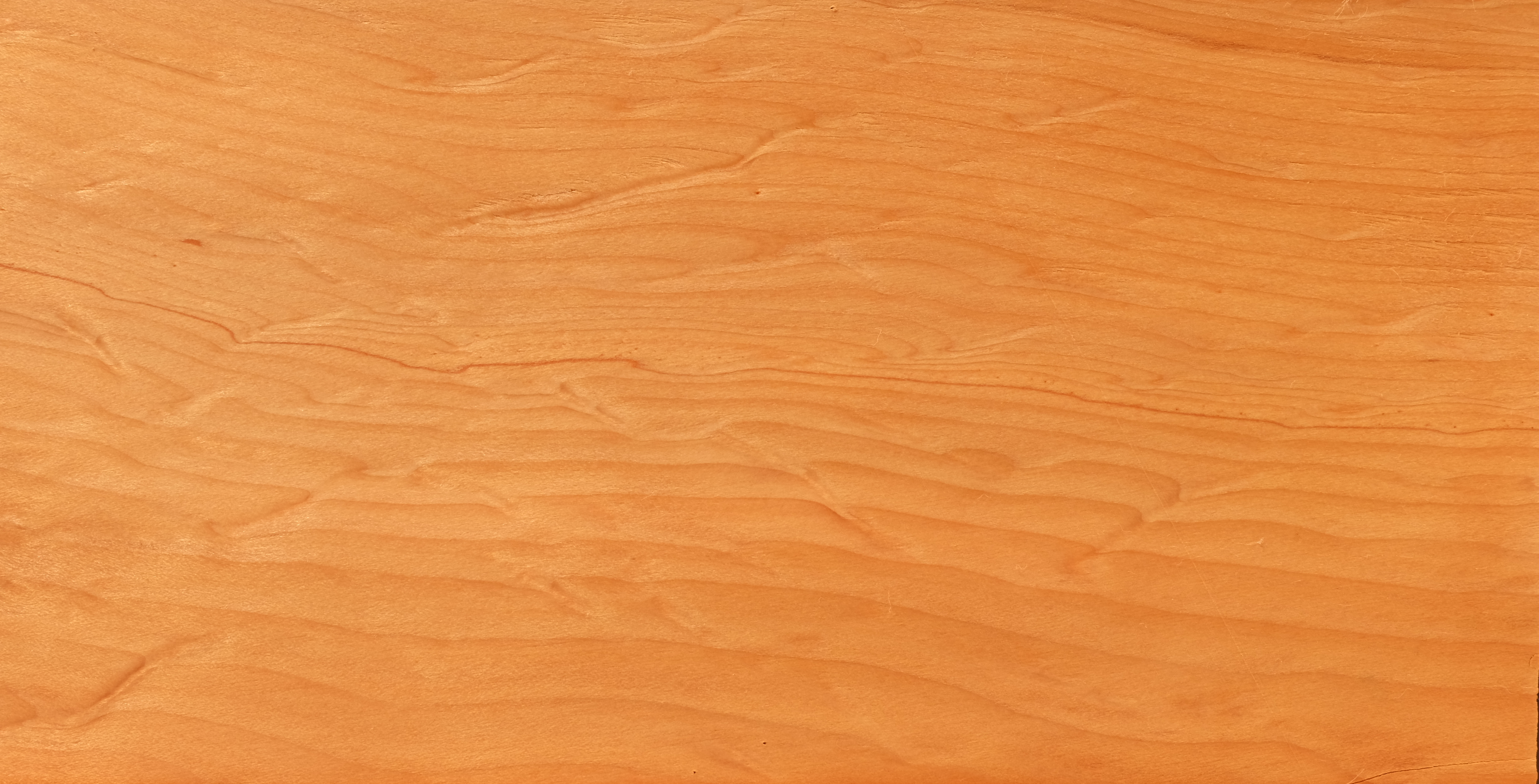
Het geurige hout is zeer duurzaam en bevat vrijwel geen kwasten

### Loten en naalden

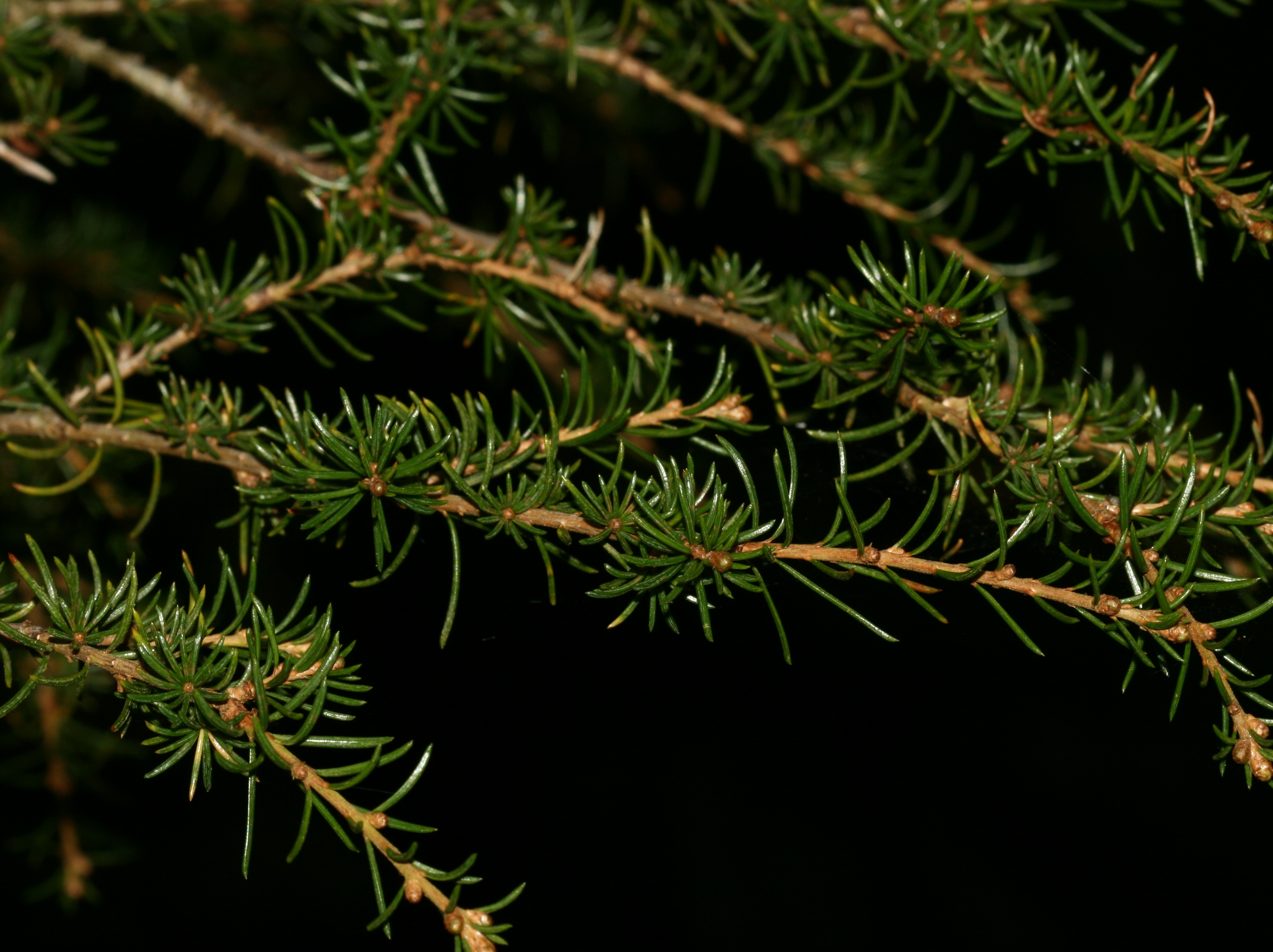
De naalden groeien zowel op de langloten als de kortloten.

De takken dragen twee soorten loten: langloten en kortloten. De langloten zijn aanvankelijk lichtbruin en krijgen later een grijze, schilferachtige bast. Op de langloten staan de kortloten dicht op elkaar.
De relatief harde naaldvormige bladeren zijn scherp gepunt en hebben een ruitvormige doorsnede. Ze worden 5 tot 35 millimeter lang en hebben een doorsnede van 1 tot 1,5 millimeter. Aan het eind van de langloten staan afzonderlijke naalden spiraalsgewijs ingeplant. Op de kortloten groeien 10 tot 35 naalden in dichte bosjes op elkaar. De kleur van de naalden varieert van licht- tot donkergroen. Op alle vier de zijden van de naald loopt een rij huidmondjes.

### Bloemen en kegels
De libanonceder produceert op een leeftijd van ongeveer veertig jaar zijn eerste zaden. Aan het eind van de oudere kortloten groeien harsachtige, eivormige knoppen van 2 tot 3 millimeter lang en 1,5 tot 2 millimeter breed. De libanonceder is eenhuizig, wat wil zeggen dat deze zowel mannelijke als vrouwelijke bloeiwijzen heeft. Beide bloeiwijzen groeien verticaal omhoog.
De cilindrische mannelijke bloeiwijzen verschijnen vroeg in september. Ze zijn 4 tot 5 centimeter lang en groeien solitair op de kortloten. Aanvankelijk zijn ze lichtgroen, later worden ze lichtbruin. Rond eind september verschijnen de kortere vrouwelijke bloeiwijzen in groepjes aan het uiteinde van de kortloten.
Na de bestuiving verhout de vrouwelijke bloeiwijze tot een grijsbruine, tonvormige kegel met een afgeplatte top. Deze wordt 7 tot 11 centimeter lang en 4 tot 6 centimeter breed en produceert een geurige hars. Het duurt 17 tot 18 maanden tot de zaden rijp zijn en de dekschubben zich van boven naar beneden openen. De zaadschubben vallen samen met de dekschubben uit, totdat alleen de rechtop staande kegelspil aan de tak overblijft.

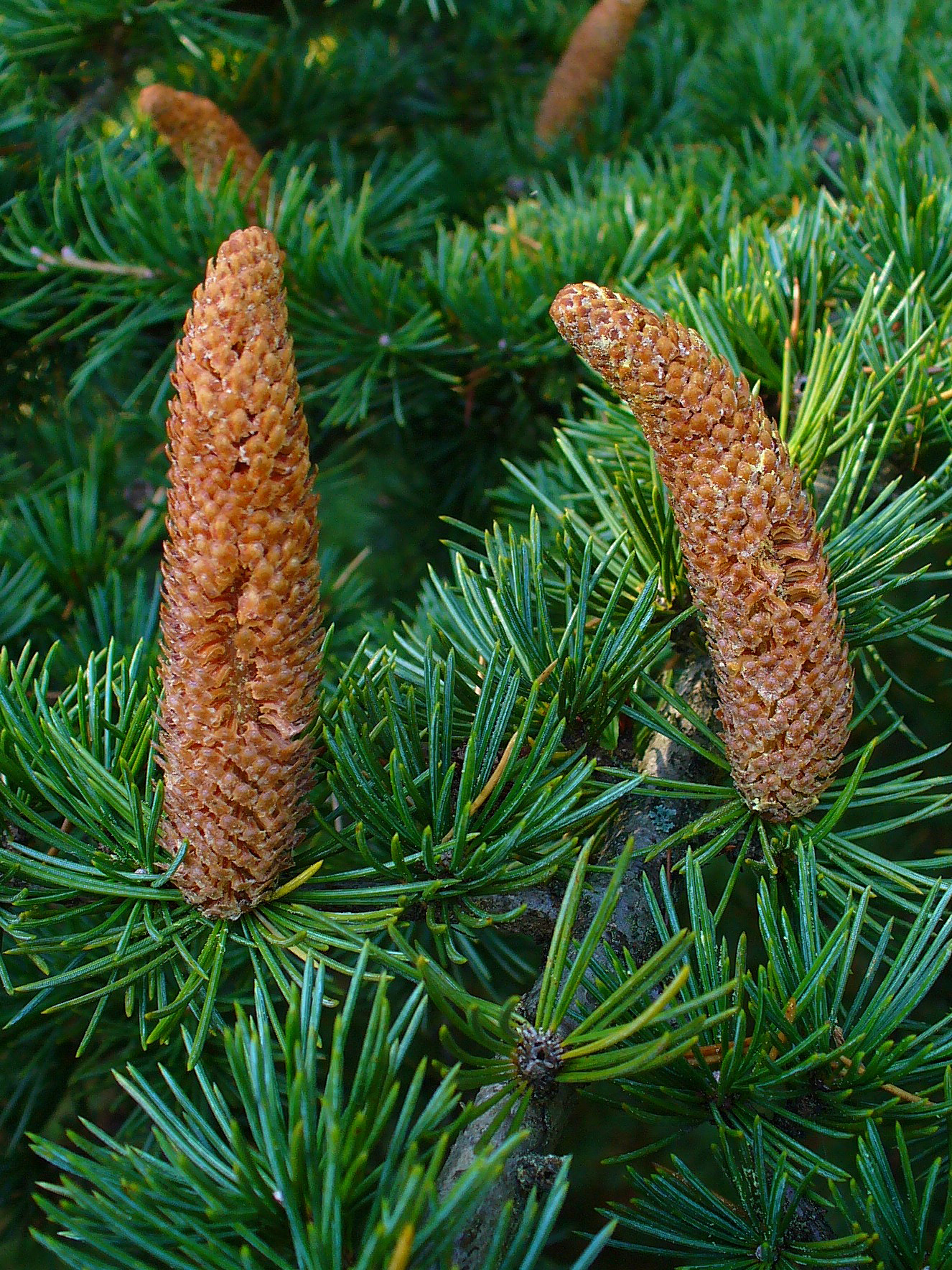
Mannelijke bloeiwijzen
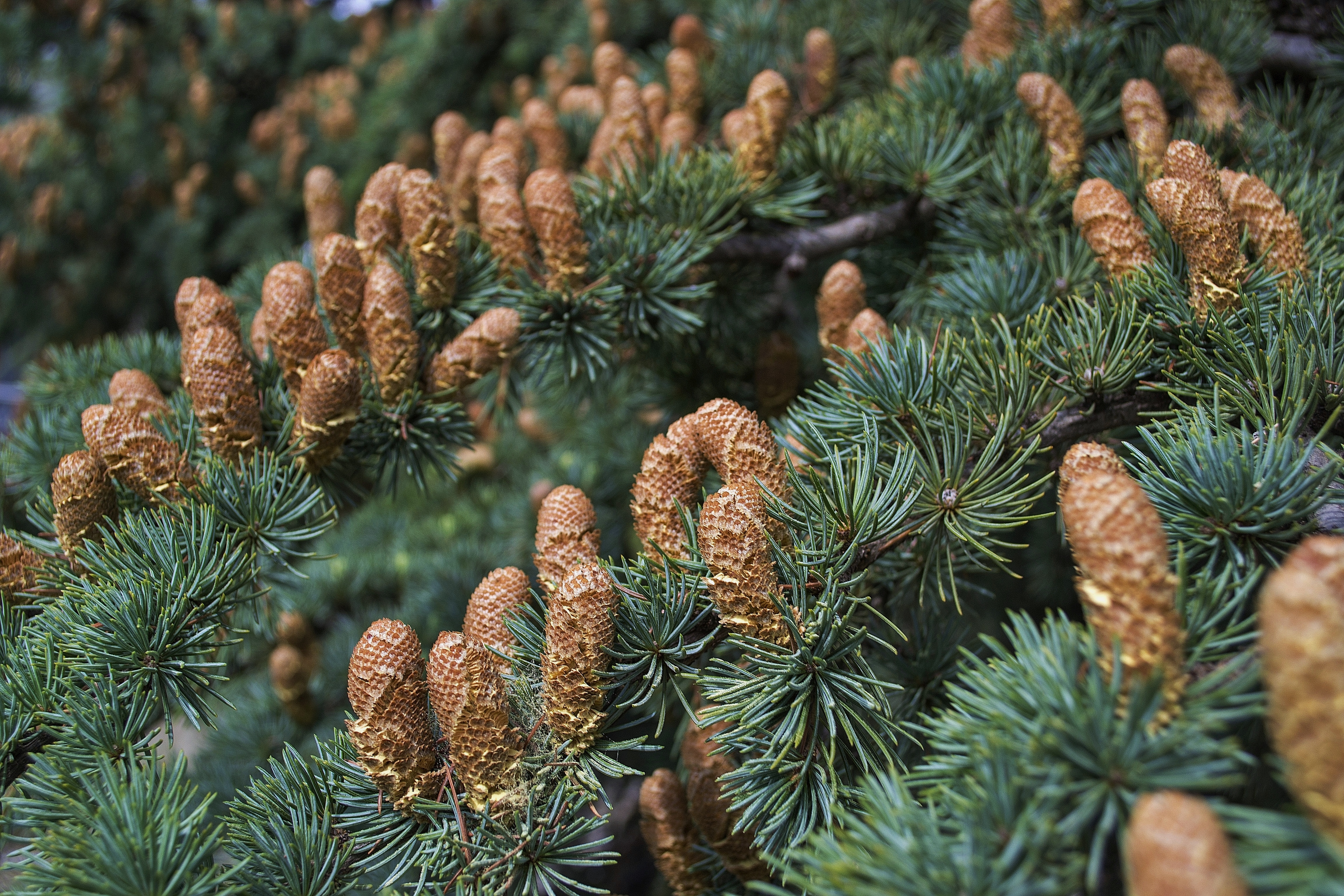
Vrouwelijke bloeiwijzen
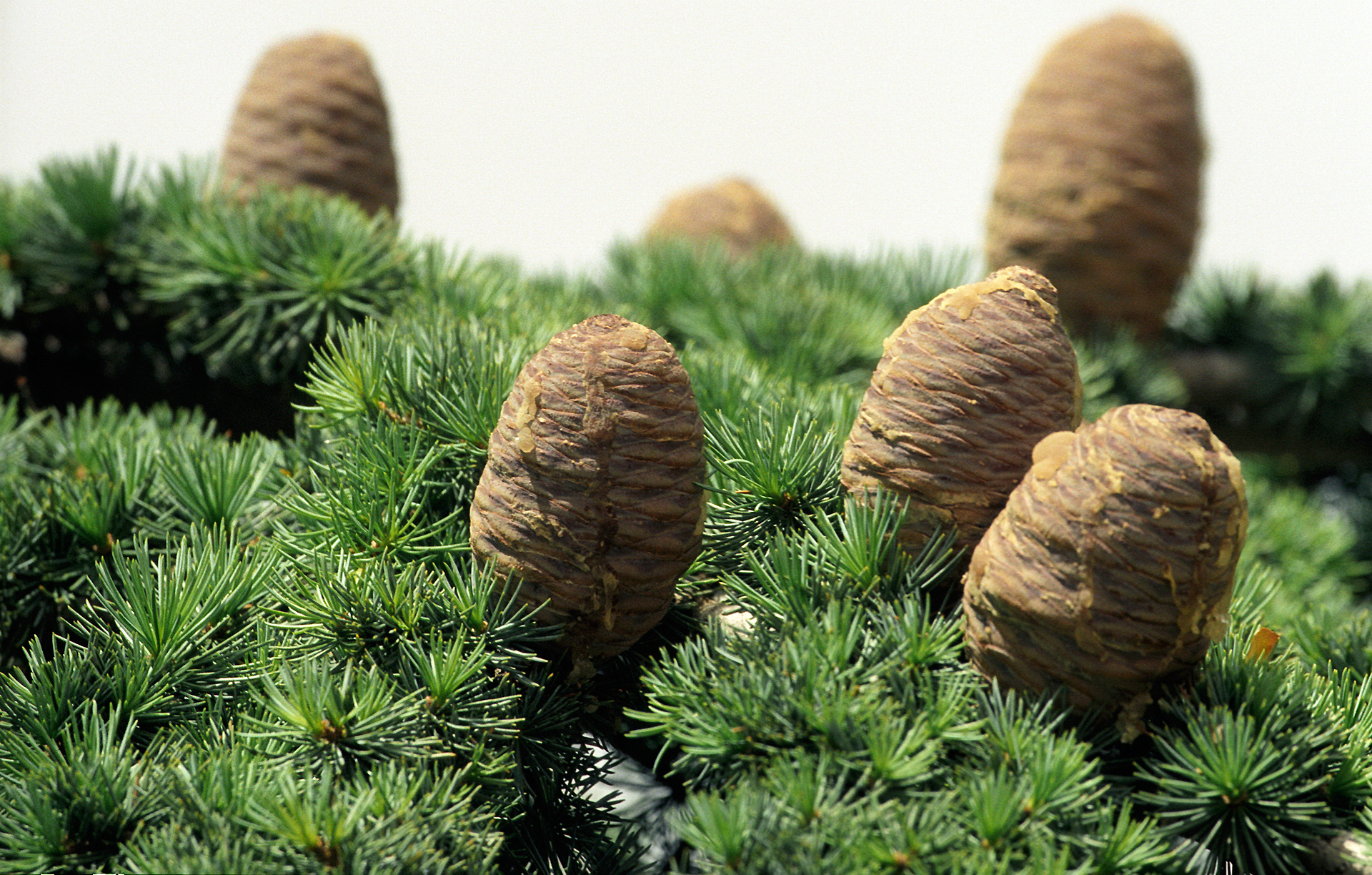
De tonvormige vrouwelijke kegels
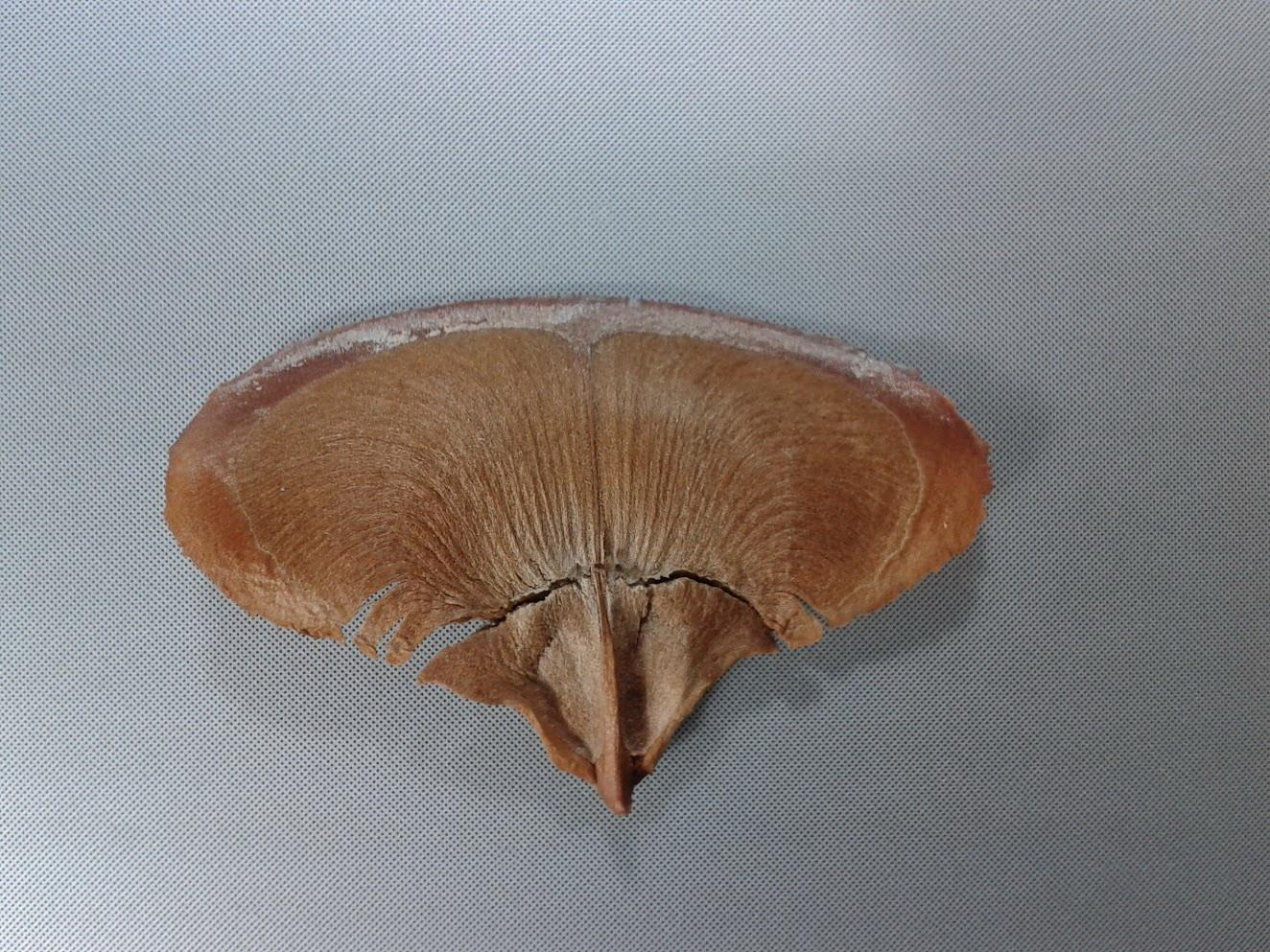
Zaadschub

De zaadschubben zijn dun, breed en taai en zijn 3,5 tot 4 centimeter lang en 3 tot 3,5 centimeter breed. Elke zaadschub bevat een eivormig zaad van 10 tot 14 millimeter lang en 4 tot 6 millimeter breed. Aan het zaad zit een lichtbruin, wigvormig vlies bevestigd van 20 tot 30 millimeter lang en 15 tot 18 millimeter breed. Dankzij dit vlies kan het zaad zich middels de wind over een grote afstand verspreiden.

## Taxonomie en naamgeving

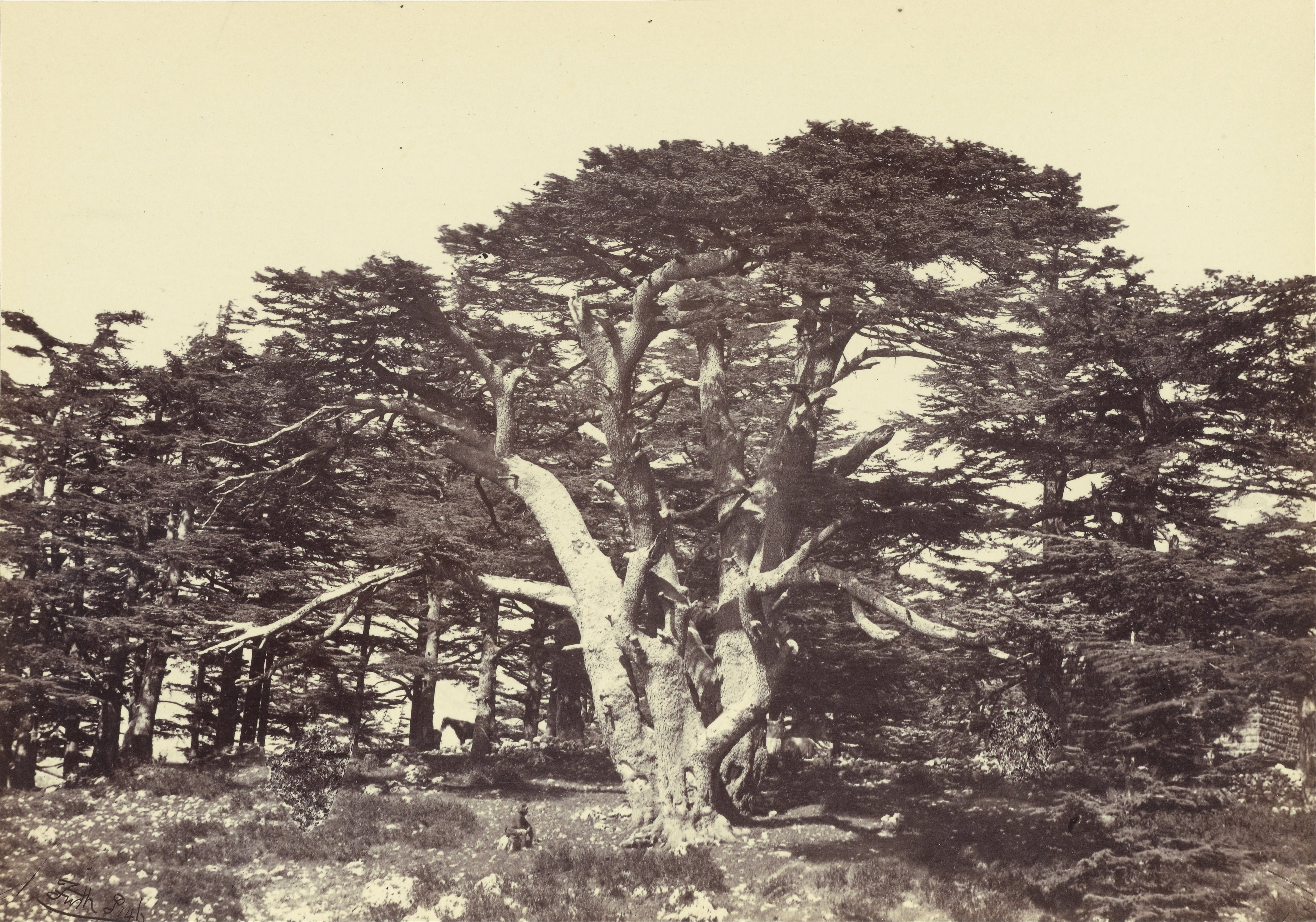
Een ceder gefotografeerd op de Libanon, circa 1860

De geslachtsnaam Cedrus is de Latijnse benaming voor de ceder. De soortaanduiding libani is een verwijzing naar de Libanon, een gebergte in het huidige gelijknamige land. Het verspreidingsgebied strekt zich veel verder uit in de Vruchtbare Sikkel, maar reeds vroeg in de menselijke geschiedenis werden de boom en het gebergte met elkaar in verband gebracht. Reeds in de Hebreeuwse Bijbel wordt in een aantal Bijbelboeken gesproken over de 'ceders van (de) Libanon'. Het was ook in het Libanongebergte waar de Franse botanicus Achille Richard het typespecimen verzamelde, op basis waarvan de soort in 1823 voor het eerst wetenschappelijk werd beschreven.
De atlasceder (C. atlantica) is een Noord-Afrikaanse soort die voorheen als variëteit (Cedrus libani var. atlantica) of ondersoort (Cedrus libani subsp. atlantica) van de libanonceder werd beschouwd. Tot het geslacht Cedrus behoort ook de himalayaceder (Cedrus deodara).

### Variëteiten
Er worden twee typen geaccepteerd als geldige variëteiten, namelijk Cedrus libani var. libani A.Rich. en de cyprusceder (Cedrus libani var. brevifolia Hook.f.). De cyprusceder werd voorheen als een volle soort beschouwd door de uiterlijke en ecofysiologische verschillen met de libanonceders in Libanon en Syrië. De boom heeft kortere naalden, groeit langzamer en is beter bestand tegen droogte en bladluizen. Na genetisch onderzoek werd het type echter niet meer erkend als volle soort.

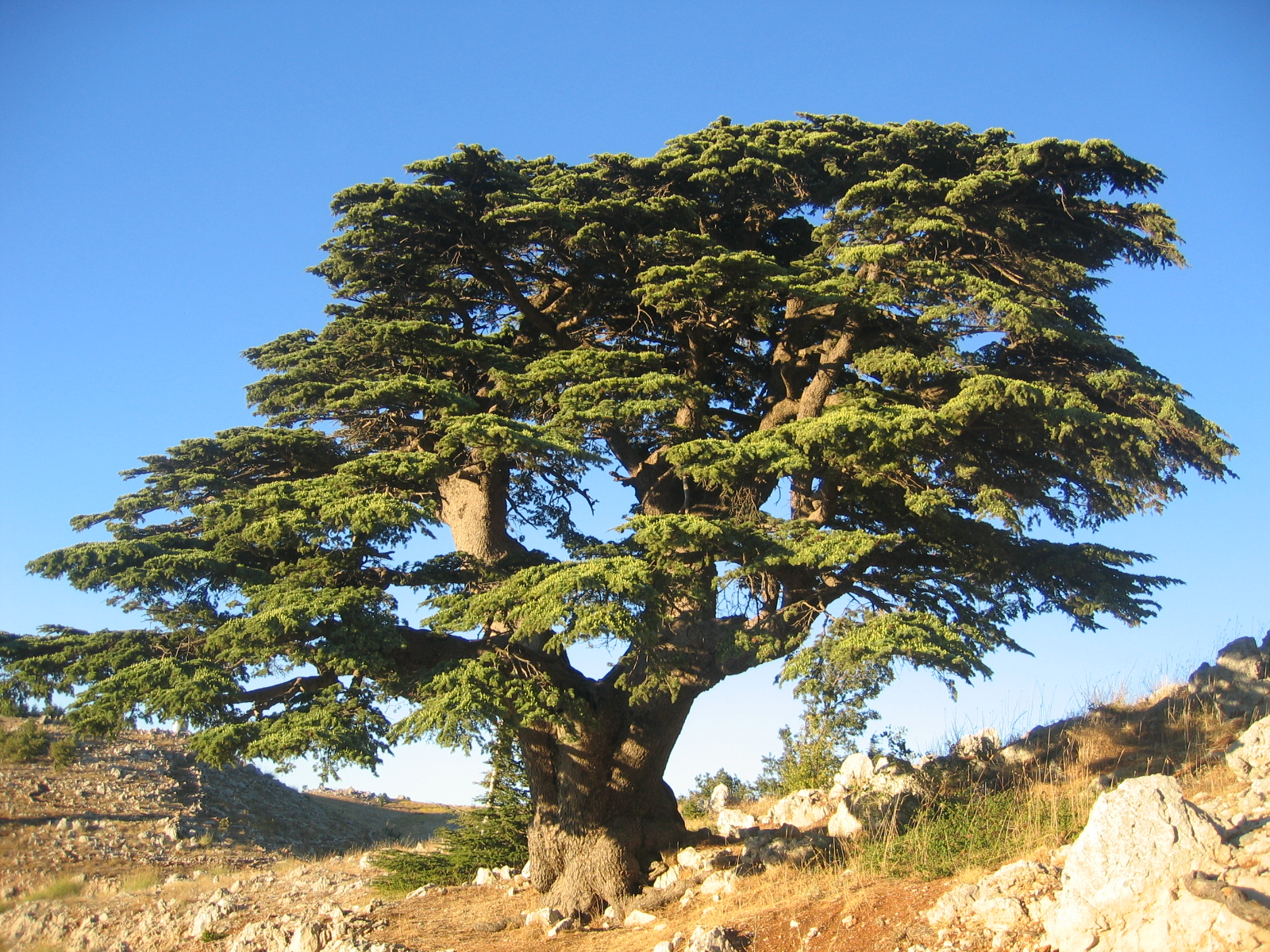
C. libani var. libani op de berg Barouk in Libanon
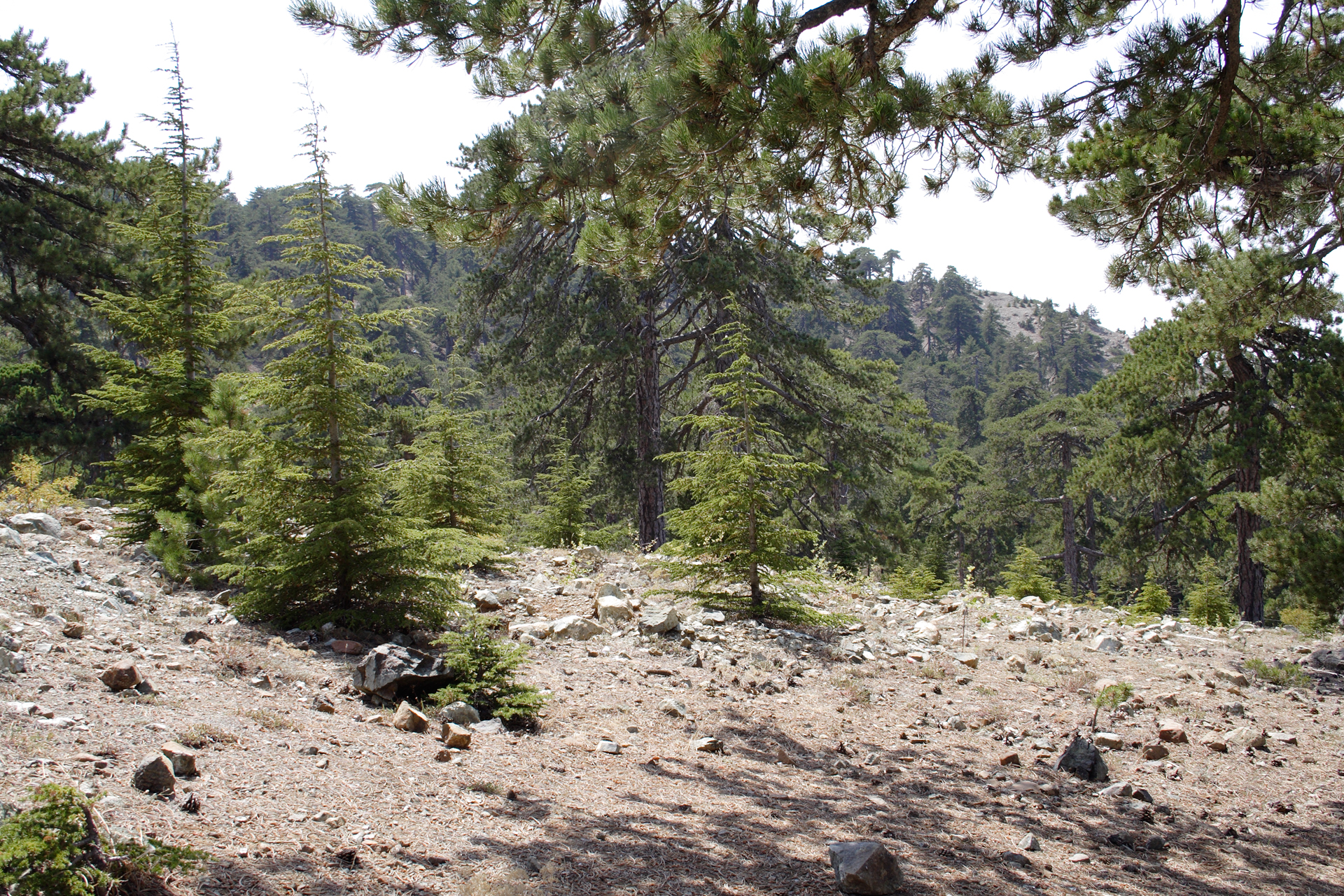
Jonge cyprusceders (C. libani var. brevifolia) op het Troödosgebergte in Cyprus
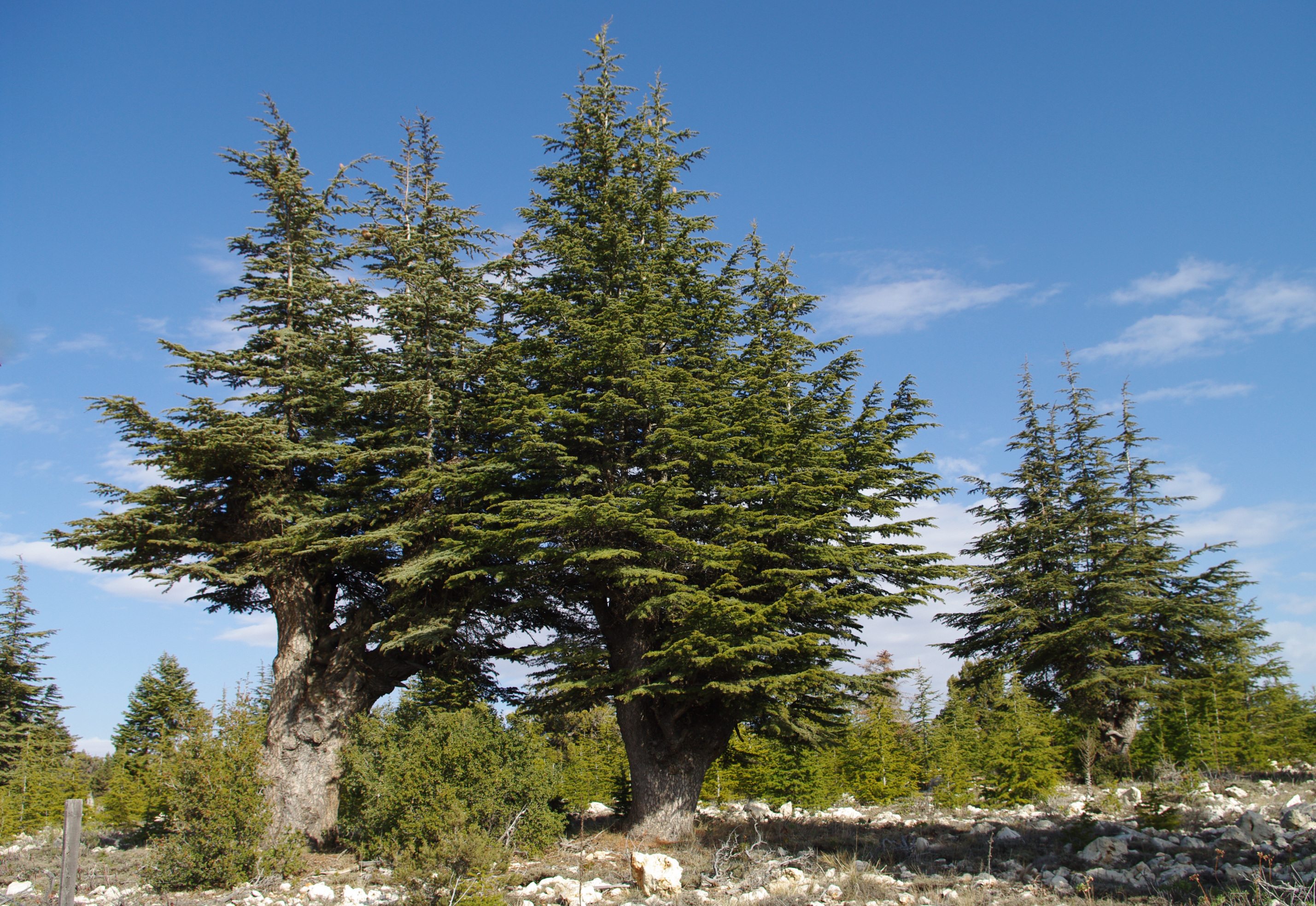
Libanonceders in Turkije missen vaak de karakteristieke etalagevormige kroon

De namen Cedrus libani var. stenocoma (O.Schwarz) Frankis of Cedrus libani subsp. stenocoma (O.Schwarz) P.H. Davis worden soms toegepast op de Turkse cederpopulatie. Deze bomen hebben een meer rechtopstaande, kegelvormige vorm. Mogelijk is deze vorm het resultaat van de plaatselijke gewoonte om regelmatig zijtakken af te hakken en die te gebruiken als brandhout. Een andere mogelijkheid is dat het feit dat de boom in dichte wouden groeit, ervoor zorgt de karakteristieke brede kroon niet tot ontwikkeling kan komen. Tegenwoordig wordt het meestal beschouwd als synoniem van Cedrus libani var. libani, al bestaat hier geen consensus over.

## Verspreiding en leefgebied

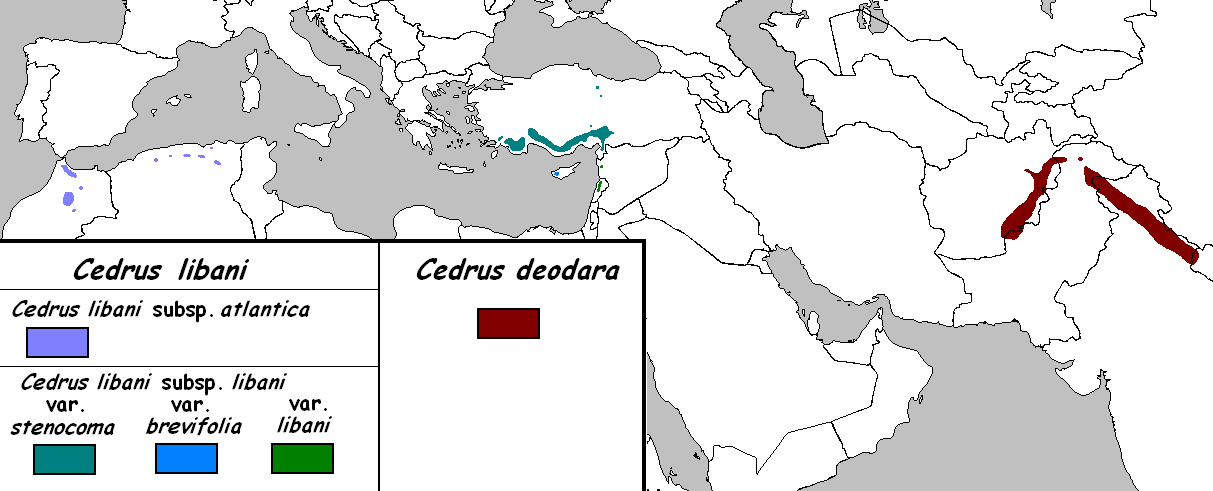
Verspreidingsgebied van de libanonceder, de himalyaceder (Cedrus deodara) en de atlasceder (Cedrus atlantica, hier aangeduid als Cedrus libani subsp. atlantica)

De libanonceder is een inheemse boomsoort van gebergtes in het oosten van het Middellandse Zeegebied. De gunstigste habitat bestaat uit vochtige, kalkrijke grond op zonrijke noordelijke en westelijke berghellingen in een gebied met warme, droge zomers en koude, vochtige winters.
Het huidige verspreidingsgebied van Cedrus libani var. libani ligt in Libanon, Syrië en Zuidoost-Turkije. Hier is de libanonceder het talrijkst op 1300 tot 3000 meter boven zeeniveau, al komt de boom in Turkije ook op een hoogte van 500 meter voor. In Libanon en Turkije komen bossen voor die louter uit libanonceders bestaat, maar de boom vormt er ook gemengde bossen met de Syrische zilverspar (Abies cilicica), de zwarte den (Pinus nigra), de Turkse den (Pinus brutia) en diverse jeneverbessoorten. In Syrië komt de libanonceder voor in secundaire bossen met eiken, dennen en sparren.
De cyprusceder (Cedrus libani var. brevifolia) groeit in het Troödosgebergte op het eiland Cyprus, op een hoogte van 500 tot 1525 meter boven zeeniveau. Er bestaan op het eiland zuivere cederbossen, met name op de bergtoppen, maar meestal groeit de cyprusceder in gemengde bossen, samen met de Turkse den, de gouden eik (Quercus alnifolia) en de Oosterse plataan (Platanus orientalis).

## Natuurlijke vijanden
Diverse pathogenen kunnen de wortels, stam en naalden van de libanonceder aantasten. De grauwe schimmel (Botrytis cinerea) is een parasiterende schimmel die de naalden geel doet kleuren alvorens ze uitvallen. De echte honingzwam (Armillaria mellea) produceert dichte clusters paddenstoelen aan de voet van de libanonceder en tast de wortels aan die in vochtige grond steken. Syndemis cedricola is een bladroller die leeft in de bossen van Libanon en Turkije. De larve van deze nachtvlinder voedt zich met jonge naalden en knoppen van de ceder.

## Relatie met de mens

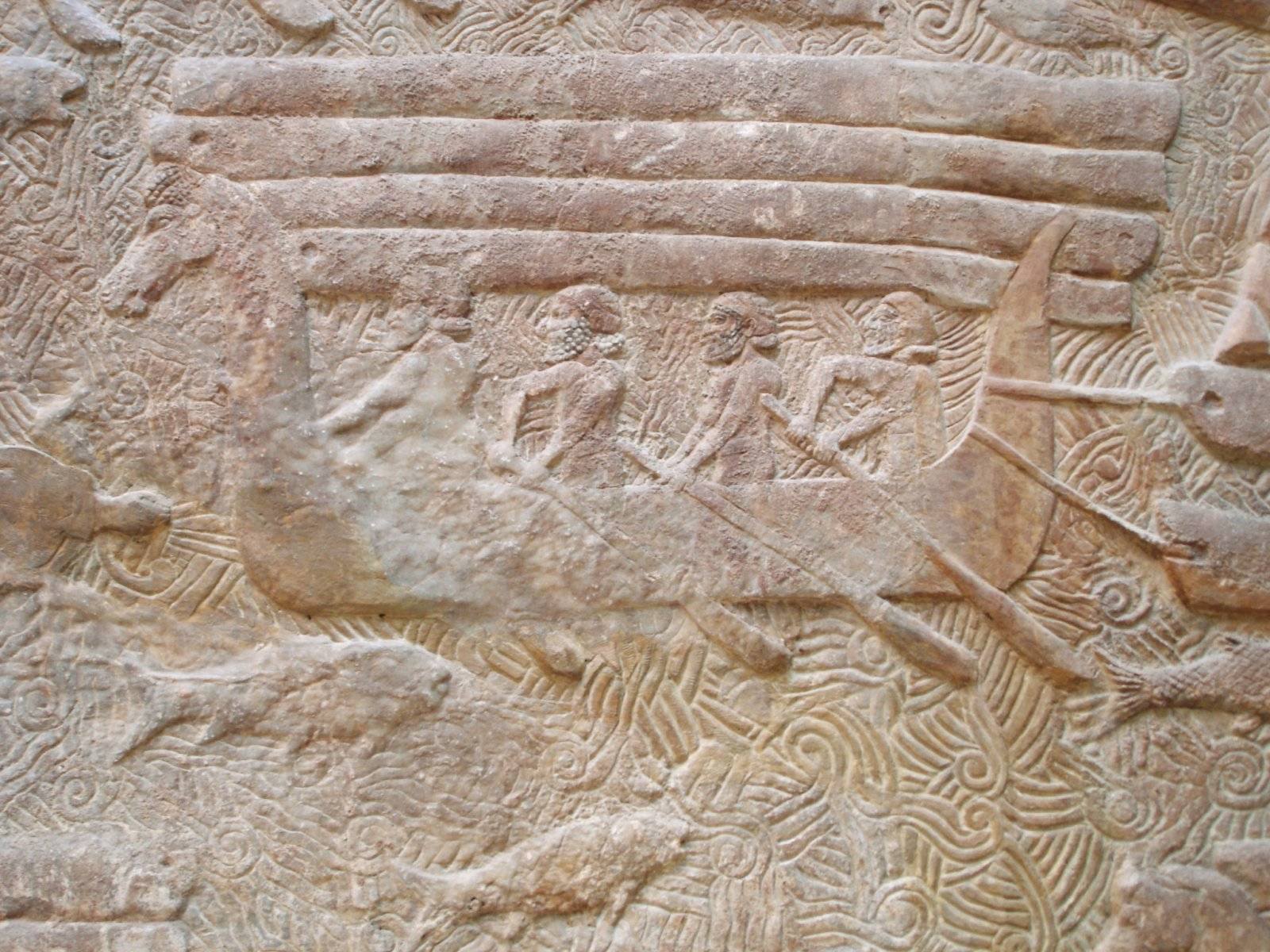
Transport van Libanees cederhout naar Mesopotamië omstreeks het einde van de 8e eeuw v.Chr.

Een van de oudste literaire werken die melding maken van de libanonceder is het Gilgamesj-epos, dat waarschijnlijk rond 2100 v.Chr. werd geschreven. In het verhaal gaan Gilgamesj en Enkidoe op avontuur in het Cederwoud; het rijk van de goden volgens de Mesopotamische mythologie. Met de hulp van de zonnegod Sjamasj doodt het tweetal de reus Humbaba, de beschermer van het woud. Vervolgens hakken Gilgamesj en Enkidoe de ceders in het woud om en bouwen zij een vlot dat hen naar Uruk voert.
De Hebreeuwse Bijbel noemt de ceders van de Libanon diverse keren. Zo gaf Mozes instructies aan de Levitische priesters om cederhout te gebruiken voor de behandeling van lepra en de vervaardiging van ceremonieel reinigingswater. Een latere vermelding staat in Rechters: nadat Abimelech de macht in Sichem wil grijpen, vergeleek zijn broer Jotham hem met een doornstruik die pretendeert de macht te hebben om de ceders van de Libanon met vuur te verteren.
Het bekendste voorbeeld in de Bijbel is het gebruik van cederhout uit de Libanon bij de bouw van de Tempel van Salomo. Salomo gebruikte het voor de balken, de bekleding van het reukaltaar en de lambrisering van de hele binnenzijde van de tempel. Ook gebruikte hij cederhout voor de bouw van zijn (draag)koets en zijn woning, dat het 'Huis van het Libanonwoud' wordt genoemd.
Volgens de Bijbel bestelde Salomo het cederhout bij de Feniciërs, de toenmalige inwoners van het gebied waar nu Libanon ligt. Dit volk gebruikte ook cederhout voor de bouw van hun schepen. In de 13e eeuw v.Chr. was Fenicië de grootste zeevarende natie van zijn tijd. Cederhout was een van hun belangrijkste exportproducten in de handel met de kuststeden van de Middellandse Zee. Ook hars van de libanonceder werd verhandeld en werd in het Oude Egypte gebruikt om doden te mummificeren.

### Beschermingsmaatregelen

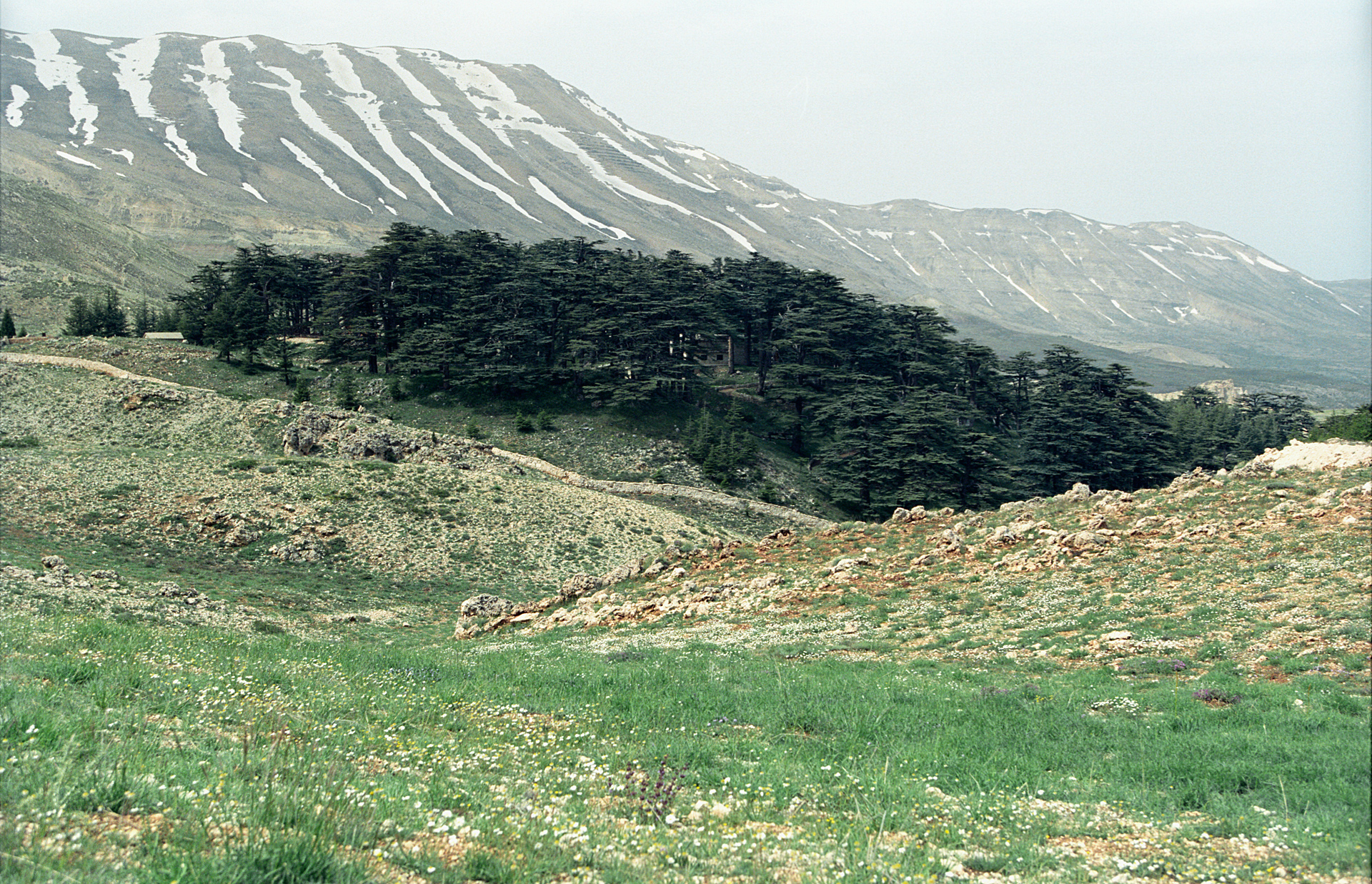
Het Bos van de ceders van God op de berg Libanon

De vraag naar libanoncederhout hield eeuwenlang aan in het Middellandse Zeegebied, wat resulteerde in grootschalige ontbossingen van de oorspronkelijke wouden. In de 1e eeuw n.Chr. waren met name de cederwouden in Libanon en Cyprus voor een groot deel gedecimeerd. De Romeinse keizer Hadrianus claimde als beschermingsmaatregel de cederwouden op de berg Libanon als keizerlijk domein.
Het aantal ceders op de Libanon bleef lange tijd redelijk stabiel, maar in de 19e eeuw werden zij gekapt voor de vervaardiging van spoorbielzen. In 1876 besloeg het resterende cederwoud op de Libanon slechts 102 hectare. Om de zaailingen te beschermen tegen grazende geiten, financierde koningin Victoria van het Verenigd Koninkrijk een hoge stenen muur rond het bos. Dit weerhield het Britse leger echter niet om gedurende de Eerste Wereldoorlog opnieuw ceders te kappen voor de aanleg van spoorlijnen. In 1998 werd het woud, dat het Bos van de ceders van God wordt genoemd, ingeschreven op de Werelderfgoedlijst van UNESCO.
Ook grote delen van de cederwouden in Turkije, Cyprus en Syrië zijn gekapt voor de vervaardiging van meubels, houtconstructies en gereedschappen. Uit het hout en de kegels werden hars en etherische oliën gewonnen die met name in de 18e en 19e eeuw een grote economische waarde hadden. Tegenwoordig staat de libanonceder op de Rode Lijst van de IUCN geklasseerd als een kwetsbare soort (VU of Vulnerable). In zijn oorspronkelijke verspreidingsgebied worden libanonceders op grote schaal opnieuw aangeplant. In Turkije worden duurzamere kaptechnieken gebruikt, die de cederwouden in staat stellen om relatief snel weer te herstellen. In Libanon worden ceders actief beschermd tegen begrazing, houtkap, bosbranden en schorsbewonende keverlarven. Er zijn diverse Libanese reservaten opgericht ter bescherming van de populatie, waaronder het Chouf-cederreservaat, het Jaj-cederreservaat, het Tannourine-, Ammouaa- en Karm-reservaat en het Bos van de ceders van God.

### Horticultuur

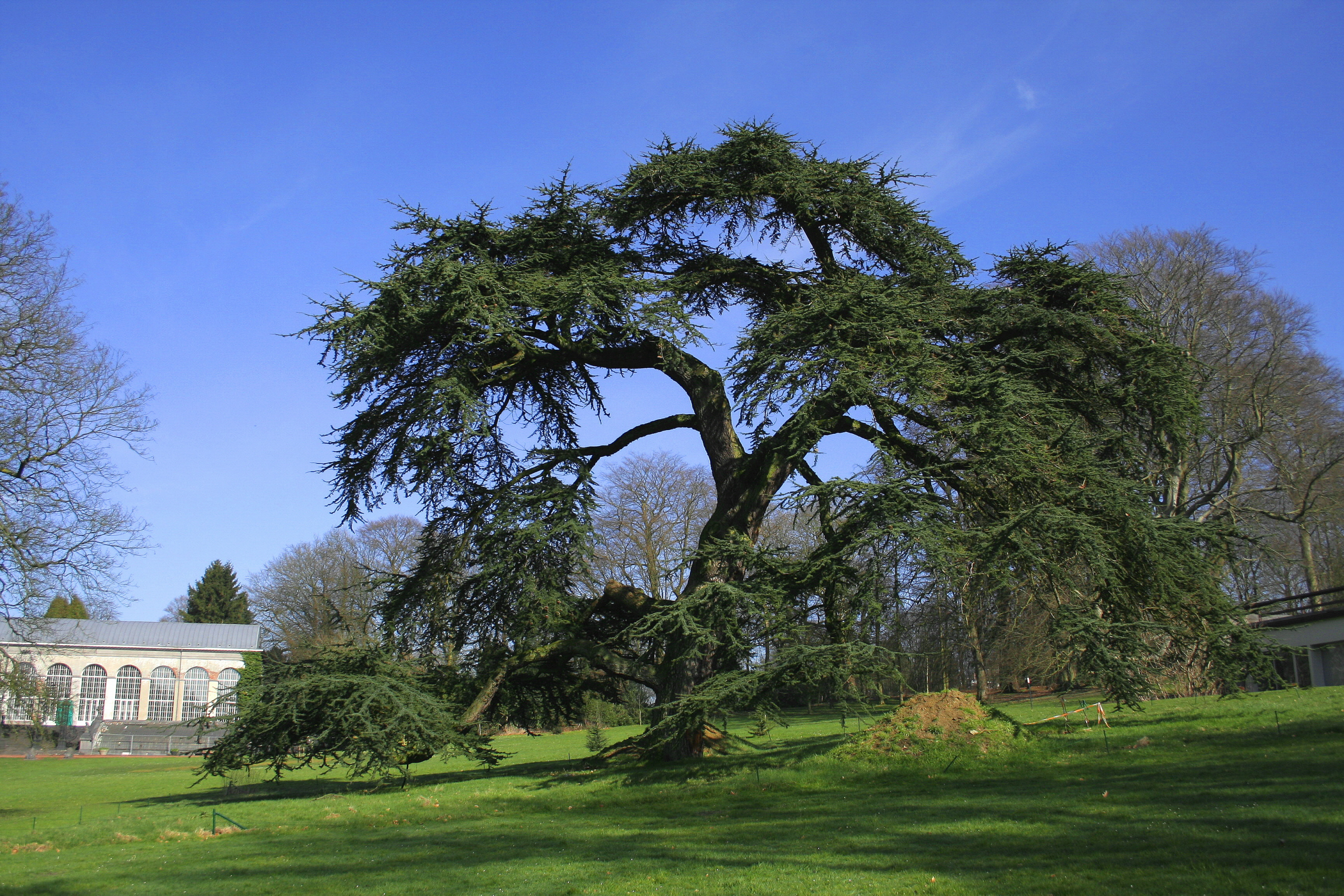
Libanonceder in het Belgische plaatsje Morlanwelz-Mariemont

De libanonceder wordt in veel delen van de wereld aangeplant als sierboom in parken, tuinen en begraafplaatsen, waaronder diverse cultivars. De Engelse schrijver John Evelyn maakte reeds in 1664 melding van een libanonceder die in Groot-Brittannië werd geplant. Tegenwoordig zijn ze er vooral bekend als sierboom in de Londense Highgate Cemetery. De libanonceder is bekroond met de Award of Garden Merit, die jaarlijks wordt uitgereikt door de Royal Horticultural Society.

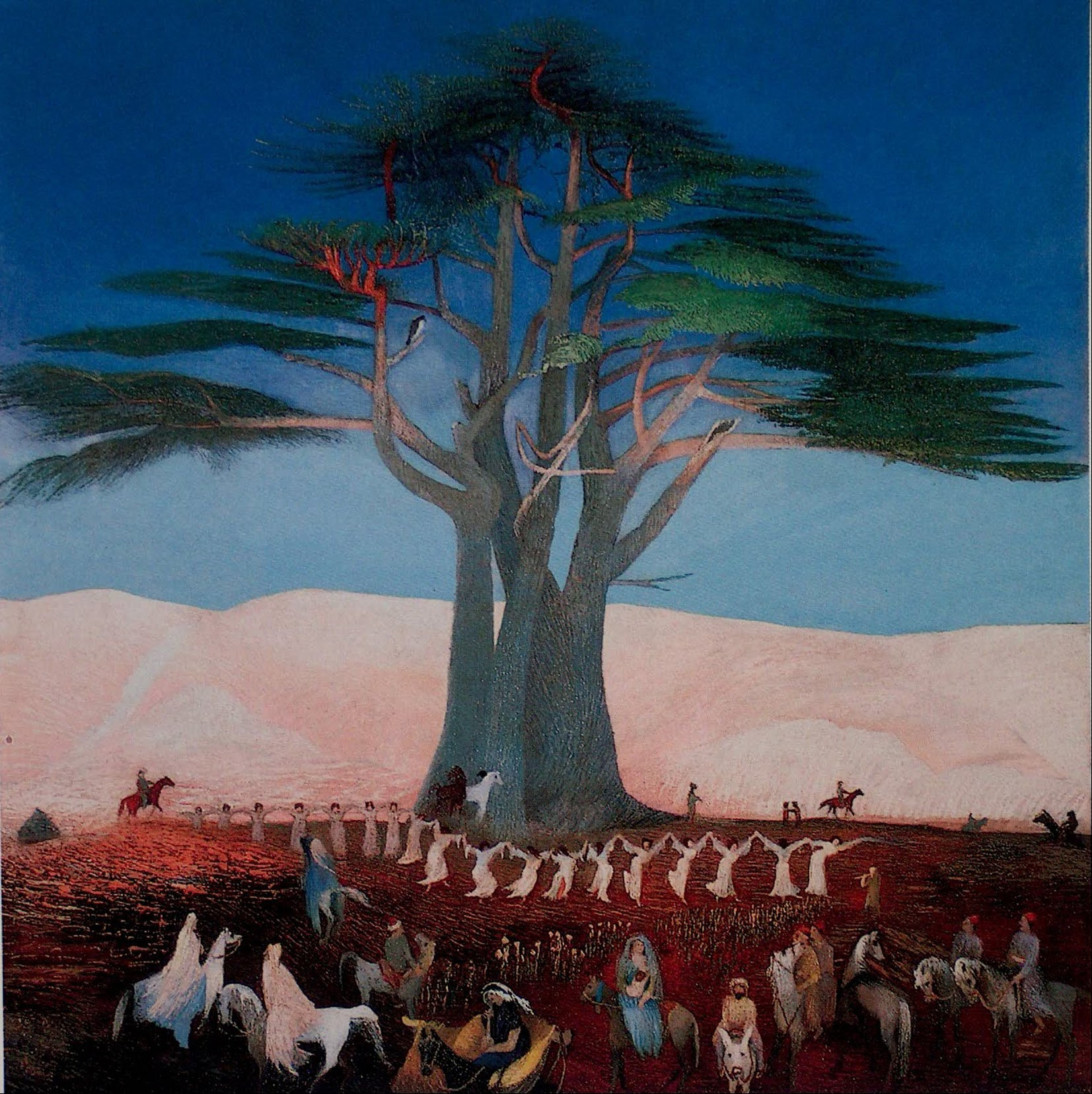
Bedevaart naar de Ceders van Libanon door Tivadar Kosztka Csontváry (1907)

### Symboliek
Op veel plaatsen in de Hebreeuwse Bijbel wordt de libanonceder in verband gebracht met majestueuze grootsheid, statigheid of macht. In de Hongaarse mythologie staat de libanonceder symbool voor vruchtbaarheid en wordt hij beschouwd als de levensboom. De Hongaarse expressionist Tivadar Kosztka Csontváry verwerkte deze elementen in een van zijn bekendste schilderijen: de Bedevaart naar de Ceders van Libanon.
Libanon wordt dikwijls metonymisch aangeduid als het 'Land van de Ceders'. De libanonceder staat afgebeeld op de nationale vlag en op de Orde van de Ceder, een van de drie Libanese ridderorden.